# Flamenc del Carib

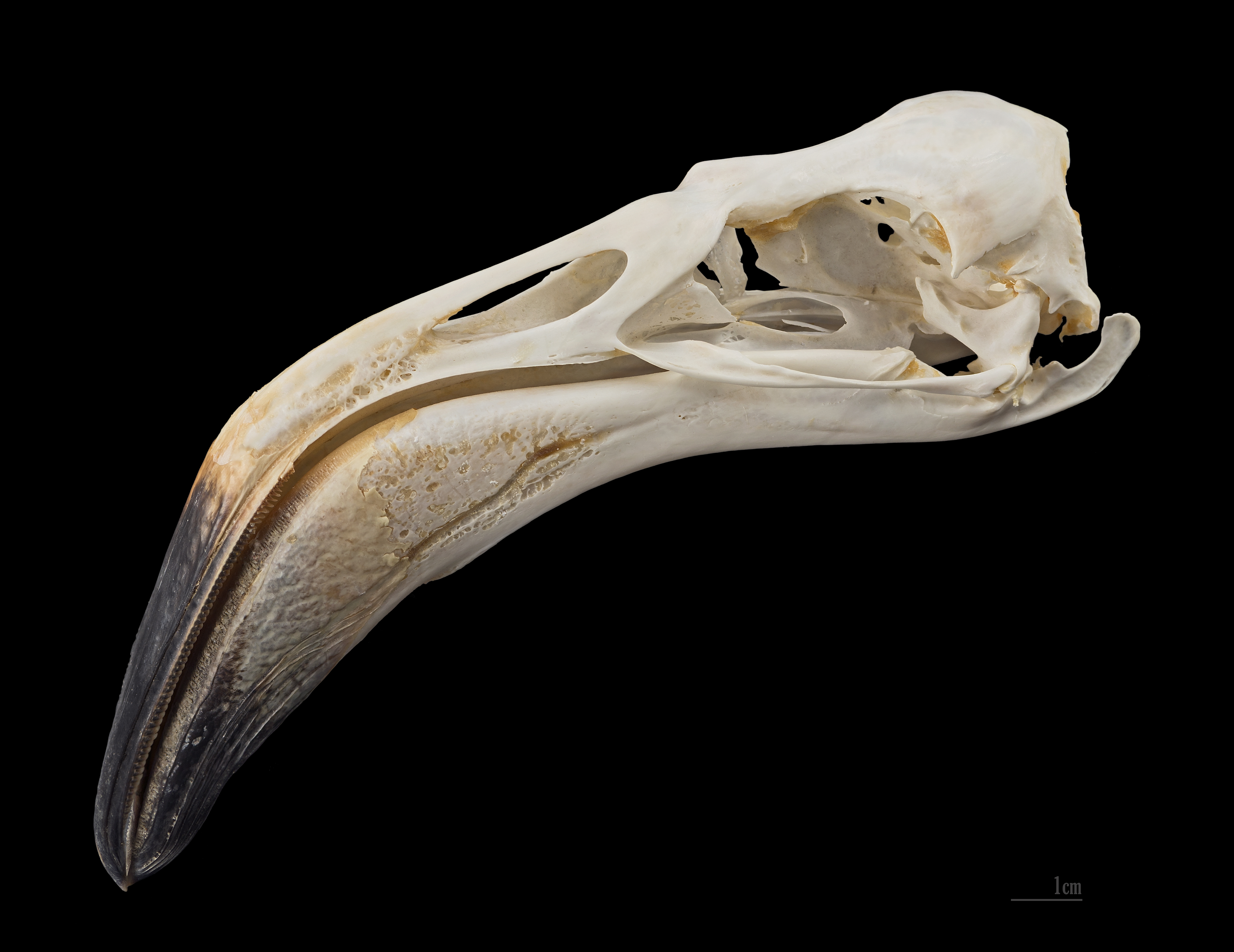
Crani

El flamenc del Carib (Phoenicopterus ruber) és una espècie de flamenc gran, molt relacionat amb el flamenc rosat i el xilè. És l'únic flamenc nadiu de l'Amèrica del Nord.

## Descripció
- Fa una llargària de 120–140 cm.
- Els mascles pesen uns 2,8 kg, i 2,2 kg les femelles.
- La major part del plomatge és rosat, amb un to molt més fort que el del flamenc rosat. Les plomes de cobertura són roges, i les rèmiges primàries i secundàries negres.
- El bec és blanc i rosa, amb la punta negra.
- Les potes són completament de color rosa.

## Hàbitat i distribució
El seu hàbitat preferit és l'habitual en la família: llacunes salades, aiguamolls i llacs salobres costaners o interiors.
Viu a les Illes Galápagos, zona costanera de Colòmbia i Veneçuela i illes properes, nord de les Guaianes i el Brasil. Península de Yucatán, a Mèxic, i al Carib septentrional, a les Bahames, la Hispaniola, Cuba i les Illes Turks i Caicos. Els albiraments al sud de Florida es consideren animals captius escapats, però també poden arribar aus fins als Everglades des de la península del Yucatán i també, en altres casos, autèntics emigrants des de Cuba.

## Taxonomia
Antany es considerava coespecífic amb el flamenc rosat i el xilè, especialment amb el primer. Avui es consideren tres espècies diferents.

## Reproducció
Com les altres espècies de flamenc, pon un ou blanc sobre una base de fang, entre maig i agost, covant-lo durant 28 a 32 dies. Ambdós pares tenen cura dels joves durant un període de fins a 6 anys, en què arriben a la maduresa sexual.

## Alimentació
S'alimenta de larves aquàtiques i crustacis que filtra del fang amb el seu especialitzat bec.

## Hàbits
No són autèntics migradors, però desenvolupen moviments relacionats amb la cria i la cerca d'aliment. La població de les illes Galápagos és sedentària.
La longevitat és d'uns 40 anys, una de les més llargues entre les aus.